# Фуентес-Кларас
Фуентес-Кларас (ісп. Fuentes Claras) — муніципалітет в Іспанії, у складі автономної спільноти Арагон, у провінції Теруель. Населення — 590 осіб (2010).
Муніципалітет розташований на відстані близько 210 км на схід від Мадрида, 60 км на північ від міста Теруель.

## Демографія
Динаміка населення (INE ):